# Donja Reka
Donja Reka je naseljeno mjesto u Republici Hrvatskoj u Zagrebačkoj županiji.

## Zemljopis
Administrativno je u sastavu Jastrebarskog. Naselje se proteže na površini od 1,87 km². 

## Stanovništvo
Prema popisu stanovništva iz 2001. godine Donja Reka ima 325 stanovnika koji žive u 88 kućanstava. Gustoća naseljenosti iznosi 173,80 st./km².
| broj stanovnika | 244   | 488   | 478   | 219   | 224   | 614   | 576   | 643   | 339   | 327   | 288   | 273   | 265   | 304   | 325   | 349   | 327   |
|                 | 1857. | 1869. | 1880. | 1890. | 1900. | 1910. | 1921. | 1931. | 1948. | 1953. | 1961. | 1971. | 1981. | 1991. | 2001. | 2011. | 2021. |

## Poznate osobe
- Dragutin Nežić, hrvatski katolički svećenik, porečko-pulski biskup, crkveni povjesničar